# Municipio di Stoccolma
Il Municipio di Stoccolma (in svedese: Stockholms stadshus) è l'edificio che ospita la sede della municipalità di Stoccolma, una delle più piccole della Svezia in termini di area, ma anche la più popolosa e densamente abitata.

## Descrizione
È situato sulla punta orientale dell'isola di Kungsholmen, affacciandosi sulle acque del lago Mälaren poco distante sulle isole di Riddarholmen e di Södermalm. Al suo interno ospita uffici, sale da cerimonia, sale congressuali e un ristorante di lusso. È inoltre la sede del banchetto dei premi Nobel (ma non della loro consegna, che avviene alla Konserthuset presso la piazza di Hötorget), oltre che essere un'attrazione turistica.
Viene considerato uno degli esempi più importanti di romanticismo svedese.

## Storia
Era il 1907 quando il consiglio comunale di Stoccolma decise di costruire un nuovo edificio municipale laddove fino a pochi decenni prima sorgeva il mulino Eldkvarn, distrutto dalle fiamme nel 1878. Dopo alcune selezioni, fu scelto il progetto dell'architetto Ragnar Östberg. Lo stesso Östberg ha poi modificato il progetto originale (compresa la torre) attingendo da alcuni elementi tratti da un altro architetto in corsa per quell'incarico, ovvero Carl Westman.
La sua costruzione iniziò nel 1911 e impiegò complessivamente 12 anni, durante i quali furono utilizzati quasi 8 milioni di mattoni rossi. L'inaugurazione avvenne il 23 giugno 1923, ad esattamente 400 anni dall'arrivo in città di Gustavo I Vasa.